# Gynoplistia (Gynoplistia) cultrata
Gynoplistia (Gynoplistia) cultrata is een tweevleugelige uit de familie steltmuggen (Limoniidae). De soort komt voor in het Australaziatisch gebied.